# Femi Balogun
Femi Emmanuel Balogun (Kaduna, 27 dicembre 1992) è un calciatore nigeriano, attaccante dell'Estarreja.

## Caratteristiche tecniche
È un'ala mancina.

## Carriera

### Club
Cresciuto nelle giovanili del Kaduna United, club della sua città natale, è stato acquistato dagli spagnoli dell'Atlético Baleares con cui ha disputato la seconda parte del campionato di Segunda División B 2012-2013.
Al termine della stagione è stato acquistato dall'Olhanense, militante nella massima serie portoghese. Il 15 dicembre 2013 segna la rete che apre le marcature del match perso per 3-2 contro il Benfica.
Nell'agosto del 2015 firma per i ciprioti dell'Ermīs Aradippou. Nel mercato invernale fa ritorno in Portogallo, firmando per il Farense fino al termine della stagione.
Nel maggio del 2016 firma per il Desp. Aves, militante nella seconda serie portoghese. Al termine della stagione il club viene promosso nella massima divisione portoghese, con Balogun che disputa 39 incontri segnando 3 reti.
Nel giugno del 2017 firma per il Belenenses. Non trovando particolare spazio (solo 3 incontri disputati), a gennaio viene ceduto in prestito all'Académica fino al termine della stagione.
Nel 2018 viene ceduto a titolo definitivo al Gaziantep.

### Nazionale
Nel 2008 ha giocato 2 partite nella nazionale nigeriana Under-17.

## Palmarès

### Club

#### Competizioni nazionali
- Coppa di Nigeria: 1

Kaduna United: 2010